# Francis Beaufort
Pour les articles homonymes, voir Beaufort.
Francis Beaufort, né le 27 mai 1774 et mort le 17 décembre 1857, est un hydrographe britannique d'origine irlandaise et amiral de la Royal Navy. Il invente en 1805, l'échelle de Beaufort pour mesurer la force du vent grâce à l'observation des changements de vagues et des effets des différents vents sur les voiles des navires britanniques. Cette échelle s'étend de 0 (calme) à 12 (ouragan). Elle est reprise plus tard, par beaucoup de marines étrangères, adaptée aux besoins terrestres et les météorologistes l'utilisent encore de nos jours.
Francis Beaufort est aussi considéré comme le père de la cartographie marine britannique et un des principaux soutiens aux explorations scientifiques britanniques de son temps.

## Biographie
Beaufort est un descendant de huguenots qui fuirent la France après le massacre de la Saint-Barthélemy pour s'installer en Irlande. Son père est recteur de Navan. Francis quitte l'école à 14 ans et s'engage dans la marine. Mais il acquiert par lui-même suffisamment de connaissances pour être associé à quelques-uns des plus grands scientifiques de son temps comme Herschel, Airy ou Babbage.
Conséquence d'avoir été naufragé à l'âge de 15 ans, à cause d'une carte marine erronée, Beaufort devient obsédé par l'importance de la formation maritime et du développement d'une bonne cartographie pour ceux qui se risquent en mer.
Débutant sur un bateau de commerce de la British East India Company, Beaufort passe ensuite dans la Royal Navy où il gravit tous les échelons durant les guerres napoléoniennes : midshipman, lieutenant, commander puis captain (grades équivalents en français : aspirant, lieutenant de vaisseau, capitaine de frégate et capitaine de vaisseau). Alors que les autres officiers pratiquent différents loisirs dès que l'opportunité se présente, Beaufort passe tout son temps libre à faire des sondages, des relèvements, et des observations astronomiques pour déterminer la longitude ou la latitude et à prendre des mesures côtières. Il compile ensuite toutes ces données récoltées dans de nouvelles cartes marines.
En 1811-1812, Beaufort cartographie et explore le sud de l'Anatolie, situant de nombreuses ruines antiques. Son travail est interrompu à Ayas près d'Adana par une attaque des Turcs contre l'équipage de son navire, attaque durant laquelle il est grièvement blessé par balle à la hanche. Il retourne en Angleterre et met en forme lui-même les cartes qui sont publiées en 1817 ainsi que son livre Karamania; or a brief description of the South Coast of Asia Minor, and of the Remains of Antiquity en 1818.
En 1829, à l'âge de 55 ans (âge de la retraite pour la plupart de ses contemporains de la Marine), Beaufort devient l'hydrographe de l'Amirauté britannique. Il le reste près de 25 ans, plus longtemps qu'aucun de ses prédécesseurs ou successeurs. Beaufort transforme alors ce qui n'est qu'un petit dépôt de cartes en la plus réputée institution mondiale de cartographie et de sondages marins. Certaines de ses cartes sont toujours utilisées, 200 ans après leur création.
Le grand observatoire astronomique de Greenwich et celui du cap de Bonne-Espérance à la pointe de l'Afrique sont placés sous son administration. Beaufort dirige aussi certaines des plus importantes explorations maritimes et expériences de son temps. Pendant 8 ans, il préside le Conseil arctique durant les recherches de ce dernier pour retrouver Sir John Franklin, perdu lors de son dernier voyage polaire à la recherche du légendaire passage du Nord-Ouest.
Comme membre du conseil de la Royal Society, de l'Observatoire royal de Greenwich et de la Royal Geographical Society (qu'il contribue à créer), Beaufort utilise sa position et son prestige de scientifique pour agir comme un homme-pivot auprès de beaucoup des scientifiques de son temps. Il représente ainsi les géographes, les astronomes, les océanographes, les géodésistes et les météorologistes dans cette sorte d'« agence gouvernementale » qu'est alors le Bureau hydrographique de la Navy, bureau qui peut soutenir leurs recherches. Ainsi, il approuve le choix de Charles Darwin comme naturaliste lors du voyage de FitzRoy aux îles Galápagos.
Surpassant plusieurs objections, Beaufort obtient l'aide du gouvernement pour le voyage en Antarctique en 1839-1843 de James Clark Ross pour faire des mesures extensives du champ magnétique terrestre, mesures coordonnées avec des mesures similaires en Europe et en Asie. (ce qui est comparable à une Année internationale de géophysique actuelle.)
Il pousse au développement des tables de marées fiables des côtes britanniques, motivant des recherches similaires dans d'autres pays d'Europe et d'Amérique du Nord. Aidant son ami et camarade scientifique, William Whewell, Beaufort gagne le soutien d'Arthur Wellesley, duc de Wellington pour étendre les relevés des 200 stations de garde-côtes de Grande-Bretagne. Il apporte également son soutien enthousiaste à son ami astronome royal et remarquable mathématicien George Airy pour réaliser une série de mesures astronomiques historiques aux observatoires de Greenwich et du cap de Bonne Espérance.
Beaufort subit aussi les luttes politiques de l'administration gouvernementale et pour la promotion navale. Un avancement mérité lui est ainsi longtemps dénié. Ces injustices deviennent connues par l'ensemble de ces camarades officiers et il est enfin anobli en 1848, devenant « Sir Francis Beaufort ».
Beaufort entraine Robert FitzRoy qui a été placé temporairement au commandement du navire d'exploration HMS Beagle après que son précédent commandant se soit donné la mort. Quand FitzRoy est renommé commandant du navire pour le célèbre second voyage du Beagle, il demande à Beaufort « that a well-educated and scientific gentleman be sought » de l'accompagner. Beaufort fait inviter à ce voyage Charles Darwin qui plus tard décrit ses découvertes en formulant sa théorie de l'évolution, L'Origine des espèces.
La correspondance de Francis Beaufort comprend plus de 200 lettres et journaux dont certaines parties sont écrites avec un chiffre personnel que son biographe décrypte et publie pour la première fois. Beaufort avait modifié le chiffre de Vigenère, en inversant l'alphabet codé ; cette version du code porte désormais son nom.
Il meurt le 17 décembre 1857 à l'âge de 83 ans à Hove, dans le Sussex en Angleterre. Il est enterré dans les jardins de l'église St-John dans le quartier d'Hackney, à Londres où sa tombe est encore visible de nos jours.

## Distinctions
- Chevalier commandeur de l'Ordre du Bain

## Éponymes
Beaufort a laissé son nom à :
- Mer de Beaufort (mer de l'Océan Arctique) et plateau de Beaufort, formation géologique sous-marine de cette mer
- île Beaufort, en Antarctique
- Échelle de Beaufort
- L'astéroïde (9161) Beaufort